# FC Volendam
Football Club Volendam – holenderski klub piłkarski mający siedzibę w mieście Volendam, obecnie grający w Eredivisie.
FC Volendam został założony 1 czerwca 1920 roku przez lokalnych rybaków, pod nazwą Victoria. W 1923 roku klub został przemianowany na FC Volendam. Mieszczący się w katolickiej miejscowości FC Volendam niedługo potem został przyjęty do Katolickiego Związku Piłki Nożnej Holandii. W latach 1935 i 1938 wywalczył tytuł katolickiego mistrza Holandii. Podczas II wojny światowej FC Volendam został zmuszony przez nazistów do przyłączenia się do Królewskiego Holenderskiego Związku Piłki Nożnej. W 1955 roku zespół został przyjęty do profesjonalnej ligi. Niedługo potem do Volendam przylgnął pseudonim Heen-en-weer club, czyli drużyny spadającej i awansującej. Drużyna grała w Eerstedivisie, a w 1959 roku awansowała do Eredivisie pierwszy raz w swojej historii. W 1960 roku spadł z ligi, a w 1961 roku awansował do niej. Następnie w 1964 roku znów został relegowany do drugiej ligi, a w 1967 roku do niej powrócił na 2 lata, po czym w 1969 roku znów spadł i awansował rok później. Z kolei w 1972 roku ponownie grał w drugiej lidze, a w 1977 roku miał miejsce kolejny awans. W 1979 roku kolejna degradacja, w 1983 roku promocja, w 1985 znów degradacja, w 1987 awans, w 1998 roku spadek, a w 2003 ponownie awans na rok i w 2004 roku spadek do drugiej ligi. W sezonie 2007/2008 po zwycięstwie w rozgrywkach Eerstedivisie FC Volendam awansował do Eredivisie.

## Sukcesy
- Puchar Holandii
  - finał (2): 1958, 1995
- Eerste divisie
  - mistrzostwo (6): 1958/1959, 1960/1961, 1966/1967, 1969/1970, 1986/1987, 2007/2008